# Судовой крыльчатый движитель

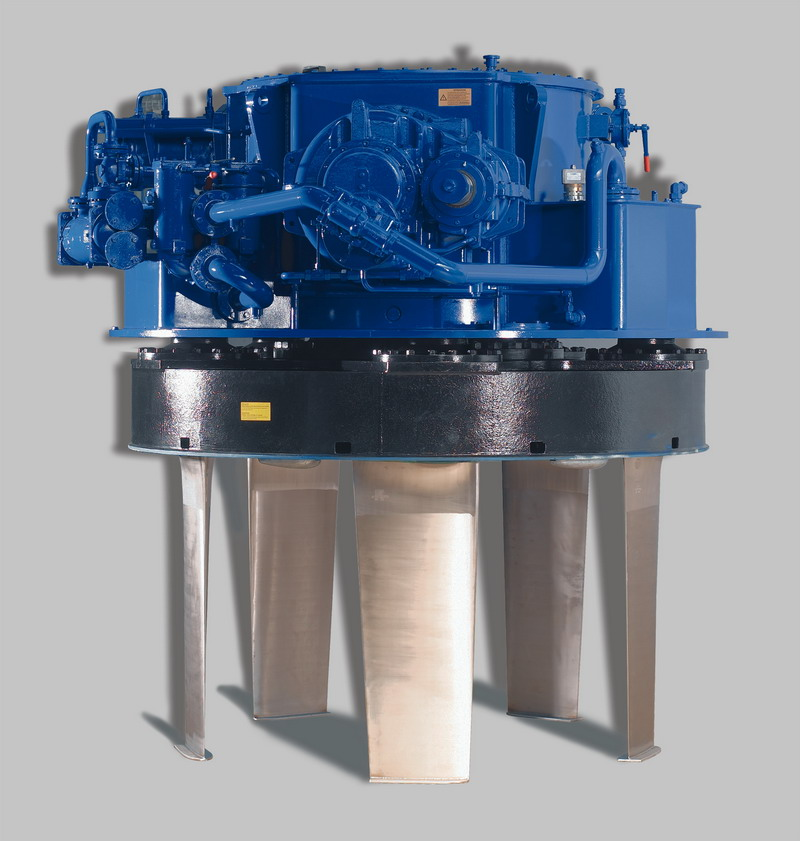
Общий вид судового крыльчатого движителя

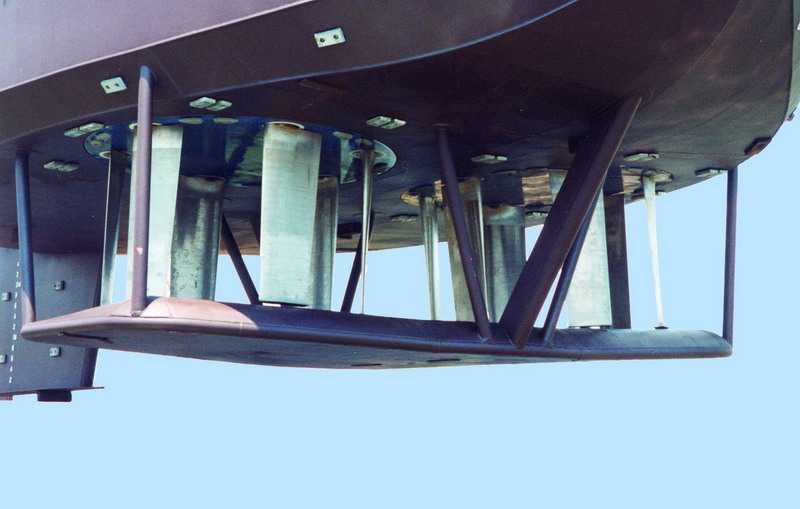
Два крыльчатых движителя на корпусе судна

Судовой крыльчатый движитель, известный также под названием движитель Фойта — Шнайдера (англ. Voith Schneider Propeller) — движительно-рулевое устройство с полностью погружённым в среду крыльчатым движителем с циклоидальным движением лопастей, создающее упор, направление которого может изменяться в пределах от 0° до 360° вправо или влево при изменении углов установки лопастей, что позволяет очень хорошо маневрировать судам и в состоянии почти мгновенно изменить его упор. 
Изобретён в 1926 году австрийцем Эрнестом Шнайдером, а в 1927–1928 годах фирмой Voith GmbH было построено первое экспериментальное судно. Первым судном, сданным в эксплуатацию в 1931 году, стало судно Кемптен на Боденском озере. 

## Конструкция
Движитель состоит из круглой пластины, вращающейся вокруг вертикальной оси, со множеством вертикальных лопастей. Каждая лопасть вращается вокруг вертикальной оси по эпициклоиде при помощи внутреннего механизма, который изменяет угол атаки лезвий в синхронизации с вращением пластины, так чтобы каждая лопасть могла обеспечить толчок в любом положении, подобно работе автомата перекоса в вертолёте.

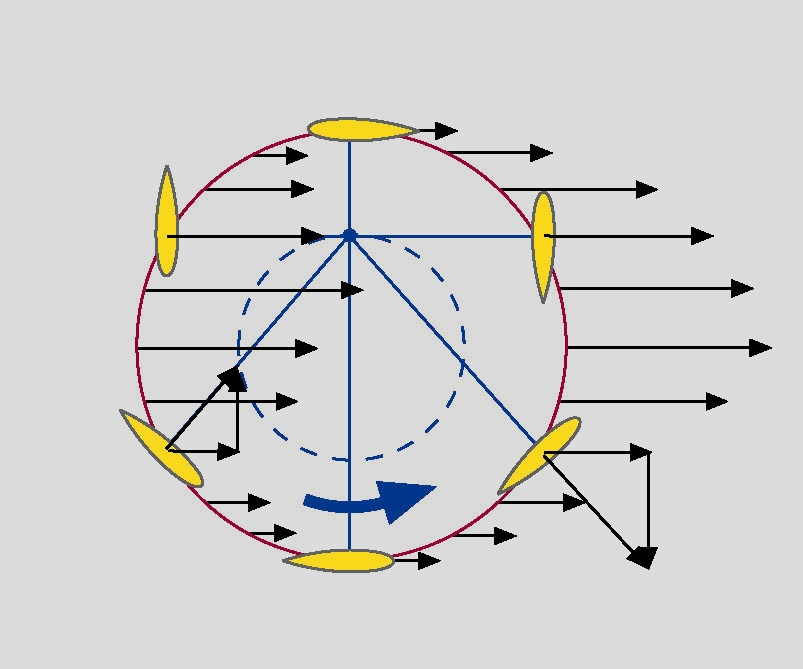
Схема сил при работе судового крыльчатого движителя
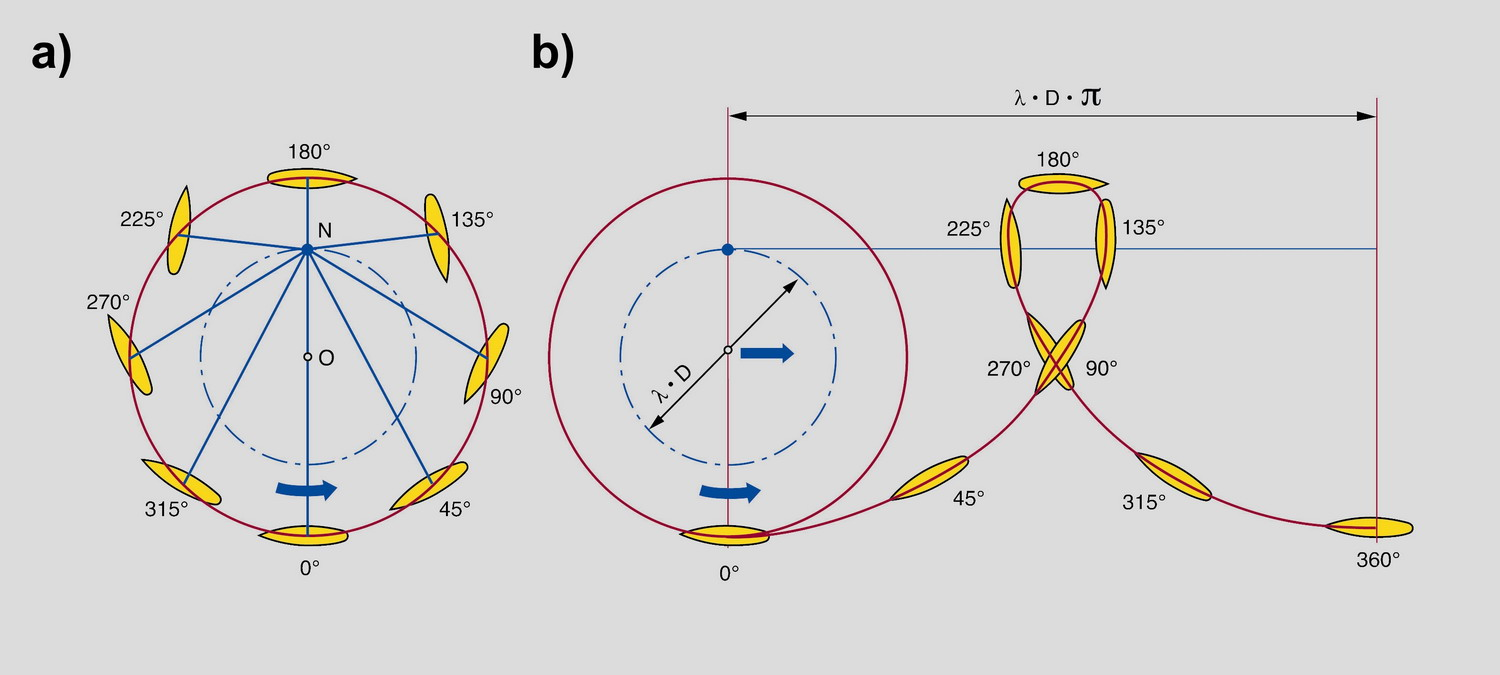
Путь лопасти

## Применение
Широко используется на плавучих кранах, буксирах и паромах, а также в подруливающих устройствах.
Австрийская компания Cyclotech заявила о создании летательного аппарата Blackbird, оснащенного несколькими крыльчатыми движителями СycloRotor.  Это первое применение пропульсивной установки такого типа в авиации. 